# Departamento de Cine Arte del SODRE
El Departamento de Cine Arte del Servicio Oficial de Difusión, Representaciones y Espectáculos de Uruguay, más conocido como Cine Arte, es la institución cinematográfica y cinemateca oficial de Uruguay, encargada de la protección y difusión del acervo cinematográfico. 

## Historia

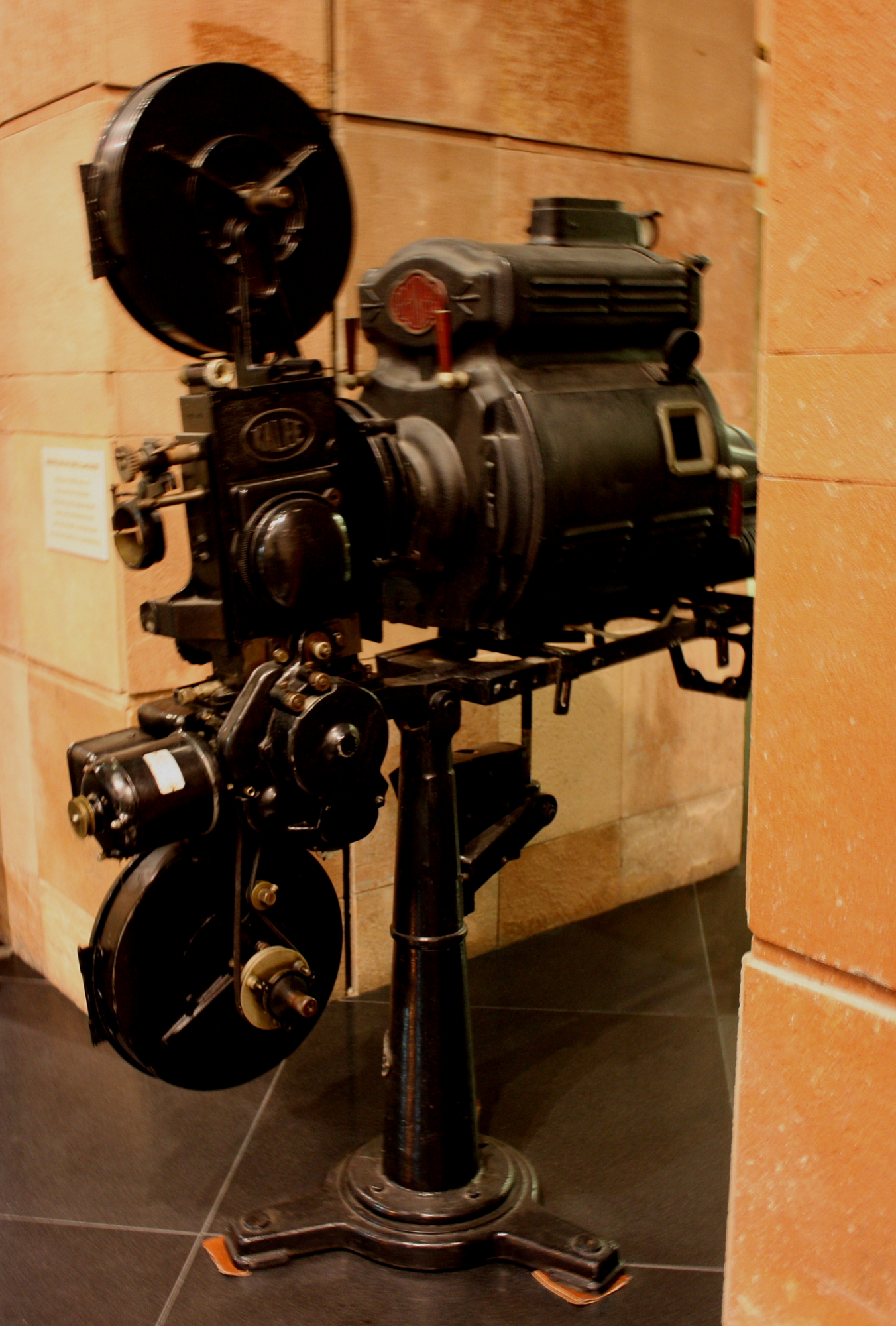
Proyector utilizado en las primeras funciones del Cine Arte del SODRE en el antiguo Estudio Auditorio

Fue fundada en diciembre de 1943, dentro de lo que era el Servicio Oficial de Difusión, Radioeléctrica con la finalidad de: 

“Documentar y estudiar el nacimiento, progreso y evolución del arte cinematográfico (...) en todas sus manifestaciones”.

En 1944, iniciaron sus exhibiciones de clásicos en una sala del entonces Estudio Auditorio, logrando con poco tiempo, un enorme prestigio entre aquellos que solían frecuentar con cotidianidad sus salas, así como un gran acervo filmográfico. 
En 1954, se organizó el primer Festival de Cine Documental y Experimental, de carácter bienal, el cual se realizó hasta los años setenta. Dicho festival promovió la realización de cortometrajes nacionales y la presencia personalidades de ese género como Norman Mc Laren, John Grierson, Herman van der Horst y Bert Haanstra. 
En 1971, con el incendio y derrumbe del Estudio Auditorio, las actividades del departamento de Cine Arte se vieron afectadas, al no tener una sede para sus exhibiciones. Pese a que el incendio causó destrozos en gran parte del acervo del instituto, el acervo filmográfico no se vio gravemente afectado.  
Durante la dictadura cívico-militar, el departamento de Cine Arte fue disuelto. Y, en 1985, con el retorno de la democracia, retomaría su actividad, pero al poco tiempo se unificaría con la División Fotocinematográfica para conformar el Archivo Nacional de la Imagen, continuando con su actividad en la entonces Sala Brunet, una antigua sala cinematográfica convertida en auditorio y adquirida por el instituto para las presentaciones de los cuerpos estables. Esta sala fue por mucho tiempo la única sala del SODRE, motivo por el cual las exhibiciones cinematográficas tuvieron un menor protagonismo, dado que su uso era prioritario para otras áreas del mismo. En 2010, la división del cine y el arte recuperó su denominación histórica, y ya inaugurado el Auditorio Adela Reta, sus actividades retornaron con más frecuencia, en el ahora llamado Auditorio Nelly Goitiño.

## Actualmente
En la actualidad, salvo con la interrupción durante la emergencia sanitaria por la covid 19, el cine arte continúa con sus actividades en el Auditorio Nelly Goitiño, una de sus salas está acondicionada especialmente para tal fin.